# Yli-Ii
Yli-Ii (švédsky Överijo nebo Över-Ijo) je obec ve Finsku v provincii Severní Pohjanmaa. Na území obce (795,39 km²) žilo v roce 2003 celkem 2 322 obyvatel. Hustota zalidnění byla přibližně 3 obyvatelé na kilometr čtvereční. Obec je jednotně finskojazyčná. V Yli-Ii se nachází prehistorické muzeum „Kierikkikeskus“.